# Cilnia chopardi
Cilnia chopardi är en bönsyrseart som beskrevs av Werner 1927. Cilnia chopardi ingår i släktet Cilnia och familjen Mantidae. Inga underarter finns listade i Catalogue of Life.